# Navi (The Legend of Zelda)
Navi (ナビィ, Nabī) é uma personagem fictícia do universo The Legend of Zelda que age como a navegadora do protagonista da série, Link, durante o jogo eletrônico de 1998 The Legend of Zelda: Ocarina of Time para Nintendo 64. Ela foi dublada por Kaori Mizuhashi.

## Aparições
Navi apareceu pela primeira vez em The Legend of Zelda: Ocarina of Time. Ela é instruída pela Great Deku Tree na Kokiri Forest a ajudar Link em sua jornada para parar Ganondorf. Todos os Kokiri têm fadas companheiras mas, por Link ser um Hylian, ele nunca havia recebido uma antes de Navi se juntar a ele no início dos eventos do jogo.
Em termos de jogabilidade, Navi funciona primariamente como uma guia que mostra dicas no ambiente e ajuda o jogador a aprender os controles e avançar no jogo. A maior parte de suas dicas são sobre como progredir na história ou derrotar inimigos. Ela também pode ser usada para focar em inimigos, itens ou outros personagens. Ela é um dos poucos personagens com dublagem na série, e o único personagem antes de The Legend of Zelda: Breath of the Wild (além de Beedle) a usar palavras em inglês, como "Hey", "Look", "Listen", "Watch out" e "Hello".
Navi também aparece o jogo spin-off Hyrule Warriors. Sendo puxada através do Portão das Almas de seu período temporal, ela ajuda Impa e Sheik em sua missão para parar o exército de Cia. A versão deste jogo de Link também tem uma fada ajudante chamada Proxi, que age de forma similar a Navi e usa as mesmas frases. Navi também aparece em uma das provocações de Young Link em Super Smash Bros. Ultimate, onde voa ao redor do personagem.